# Prima SK
Prima SK je slovenská televizní stanice české skupiny FTV Prima. Prima SK začala vysílat na Slovensku 23. ledna 2017 pod názvem Prima Plus, současný název používá od 27. května 2024. Program je převážně sestaven z vlastní tvorby televize Prima. Obchodním zastupitelstvím Primy SK je JOJ Group. Podle vysílacího schématu je program Prima SK složen především z pořadů vlastní tvorby televize Prima, ať již jde o seriály, zpravodajské pořady, zábavné show, kulinární či hobby pořady.

## Vysílané pořady (výběr)
- Ano, šéfe!
- Polda
- Julie Lescaut
- Show Jana Krause
- Partička[2]
- Vinaři
- Ohnivý kuře[3]

## Dostupnost a sledovanost
V roce 2017 byla Prima SK dostupná u operátorů Skylink, Digi SK, UPC SK, a dalších, byla tak dostupná zhruba pro 1,4 mil. slovenských domácností s placenými televizními službami.
Denní podíl kanálu na sledovanosti byl v roce 2017 0,6–0,7%.